# Chau Thanh (Ben Tre)
Chau Thanh é um distrito (em vietnamita: huyen) da província de Ben Tre, na  região do Delta do Rio Mekong, no Vietname. Sua população, de acordo com estimativas de 2004, era de 167 472 habitantes e possui uma área de 229 km². A capital do distrito é Chau Thanh. 